# Drapeau de l'oblast autonome juif
Ne doit pas être confondu avec Drapeau arc-en-ciel LGBT.
Le drapeau de l'oblast autonome juif est le drapeau de l'oblast autonome juif situé dans le district fédéral extrême-oriental de la fédération de Russie.

## Histoire
Le graphique du drapeau a été adopté en octobre 1996.

## Description
Le drapeau est composé de sept bandes disposées horizontalement aux couleurs arc-en-ciel sur un arrière-plan blanc. Les couleurs choisies sont les suivantes : rouge, orange, jaune, vert, bleu clair, bleu marine et violet.

### Symbolisme
Les sept bandes colorées symboliseraient les branches d'une ménorah.